# دهستان سرشیو
دهستان سرشیو نام دهستانی در بخش سرشیو شهرستان مریوان، استان کردستان در ایران است. براساس سرشماری مرکز آمار ایران در سال ۱۳۸۵، جمعیت آن ۵۳۲۱ نفر (۱۰۸۱ خانوار) بوده‌است.